# Радић Ивановић
Радић Ивановић  (XIV век — XV век) био је дубровачки дрворезбар.

## Уметничко дело
Радић Ивановић се спомиње 1410 — 1416 као ученик код свог брата Брајка, који је био штитар и сликар шкриња. Радић је као самостални мајстор, са Радашином Јунчићем, 1427.  израдио 200 штитова за потребе Дубровачке републике. Радић је 1432. био учитељ Јурићу Домниковићу.